# Tephriopis divulsa
Tephriopis divulsa là một loài bướm đêm trong họ Erebidae.